# Handelsblatt

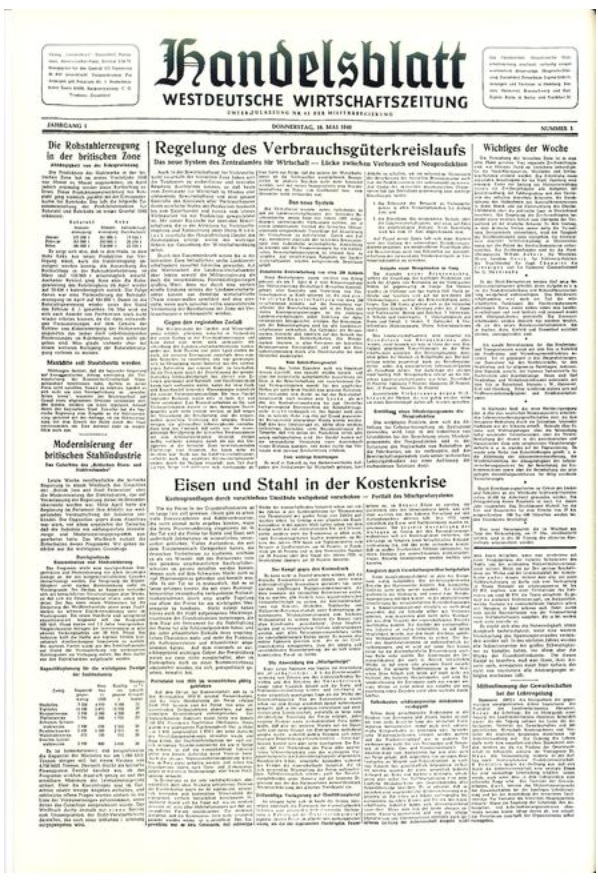
Une du 16 mai 1946.

Handelsblatt est un quotidien allemand spécialisé dans le journalisme économique. Il est publié à Düsseldorf par le groupe d'éditions Handelsblatt SA (Verlagsgruppe Handelsblatt GmbH), qui est lui-même détenu par le groupe d'éditions Holtzbrinck (Verlagsgruppe Georg von Holtzbrinck GmbH).
Le premier numéro de Handelsblatt est paru le 16 mai 1946.
Depuis 1999, le journal est en coopération éditoriale avec le groupe de presse Dow Jones, propriétaire entre autres du Wall Street Journal, permettant notamment des échanges d'informations et l'accès au vaste réseau de correspondants de Dow Jones.